# Ernst Trier (skolemand)
 Der er flere personer med dette navn, se Ernst Trier.
Ernst Johannes Trier, født Ernst Salomon Trier, (23. januar 1837 i København – 29. december 1893 i Vallekilde) var en dansk højskoleforstander, grundlægger af Vallekilde Højskole og fader til ni børn i to ægteskaber, heriblandt Gudrun Trier, Troels Trier og Sigrid Trier (gift med Povl Hansen, efterfølgeren som højskoleforstander i Vallekilde).

## Virke
Trier var søn af grosserer Jacob Salomon (efter dåben 1846: Jacob Steffen) Trier og Bella f. Nathanson og født i København 1837. Forældrene, der hørte til ansete jødiske familier, lod sønnen døbe i Gentofte Kirke 8. august 1839, da han var 2 år, og blev senere selv døbte. Trier gik først i Mariboes Skole og derpå i Metropolitanskolen, hvorfra han blev student 1855. Han levede et rigt ungdomsliv i Studenterforeningen og mellem kunstnere samt flere af de mænd, der siden blev ledende i højskolebevægelsen, deltog i nordiske kirkemøder og studentertog og gjorde lange fodture i Danmark og Norge. Han deltog i vennekredsen Lille Theologicums sammenkomster, der som regel blev holdt på Triers kvistværelse. Tidligt sluttede han venskab med Henrik Scharling, og til hans nære ungdomsvenner hørte de senere højskolemænd Christopher Bågø, Jens Nørregaard og Ludvig Schrøder.
Vakt af N.G. Blædel og P.A. Fenger og siden påvirket af P.C. Kierkegaard blev han endelig N.F.S. Grundtvigs discipel og kom meget i hans hjem. 1863 blev han cand.theol. og lærer ved Blågård Seminarium. Under krigen 1864 gik han med som "feltdegn" og holdt tillige prædikener og folkelige foredrag for de soldater, der lå på Fyn. Her besøgte han også Christen Kold og blev vundet for højskolegerningen som et middel til folkets nationale oprejsning, så at han 1. november 1865 åbnede en folkehøjskole i et lejet lokale i Vallekilde i Ods Herred på opfordring af daværende kapellan V.J. Hoff. Året efter opførte han her for egne og slægtninges midler en statelig skolebygning, købte megen jord og, efterhånden som han føjede håndværket og sømandsskole til den egentlige højskole, og tilstrømningen til denne voksede, så at den med sine 200 elever af hvert køn i nogle år var den stærkest besøgte danske højskole, byggede han videre, bl.a. et prægtigt gymnastikhus (ligesom foredragssalen smykket med malerier), hvor svensk gymnastik første gang øvedes i Danmark. Til sidst udgjorde højskolens bygninger med den af ham rejste valgmenighedskirke en hel lille by. Andreas Bentsen var mesteren for de fleste af disse huse.
Med sin virkelystne, koleriske natur, altid frugtbar på ideer, var Trier midtpunktet i denne store virksomhed, hvis ledelse til tider lagde beslag på hele hans arbejdskraft og fremskyndede hans forholdsvis tidlige død, 29. december 1893. Han deltog ikke i højskolemøder, heller ikke i politik og skrev kun begyndelsen til Fem og Tyve Aars Skolevirksomhed i Vallekilde (I 1890, II 1894). Når han desuagtet blev en af de betydeligste personligheder på højskolens område, skyldtes dette hans ualmindelige gaver som lærer og opdrager for ungdommen. Af hans foredrag, der altid samlede sig om det centrale i emnet og fandt slående, jævne udtryk selv for de højeste ting, lyste en dyb gudsfrygt og en overbevisningens varme, der gav hans ord en fængende glød og en vækkende magt over for tilhørerne. Og i sin trang til personlig påvirkning af omgivelserne forstod han ved sin åbne, hjertelige natur at vinde eleverne og fik stor betydning for mange ved at føre dem ind i et sundt menneskeliv.

## Ægteskaber og børn
Trier ægtede første gang (24. april 1867) Marie Abel (2. september 1845 – 23. juni 1873), datter af sognepræst i Dalum, provst Leonard Abel og Ida Elisabeth Dorothea født Ostenfeld, og anden gang (5. april 1876) Julie Vilhelmine Marstrand (5. maj 1850 – 6. december 1881), datter af dampmøller Troels Caspar Daniel Marstrand og dennes 1. hustru. Han fik 4 børn med Marie Abel og 5 børn med Julie Marstrand::
1. Ingeborg Trier (3. maj 1868 i Vallekilde – 28. februar 1904 sammesteds)
2. Rigmor Trier (20. juli 1867 i Vallekilde - 21. juli 1871 Vallekilde)
3. Sigrid Trier (6. januar 1871 i Vallekilde – 8. marts 1954 i København), gift med Povl Hansen
4. Dagny Trier
5. Gudrun Trier (14. februar 1877 i Vallekilde – 8. december 1956 i Humlebæk), gift med Ejvind Mørch
6. Jacob Sejr Trier gift med Asta Bentsen
7. Troels Trier (30. april 1879 i Vallekilde – 21. september 1962 sammesteds)
8. Thyge Trier
9. Esther Trier (19. november 1881 i Vallekilde – 25. september 1967 i Aabenraa), gift med Jep Fink

## Mindesmærker og gengivelser
Han er begravet i Vallekilde. Et mindesmærke med buste af Joakim Skovgaard blev rejst ved Vallekilde Højskole 1898. Der findes blyantstegninger af Joakim Skovgaard 1888 (Frederiksborgmuseet), Luplau Janssen og Viggo Pedersen. Litografi af I.W. Tegner 1891 efter fotografi. Portrætteret på Constant Dirckinck-Holmfelds tegning Lille Theologicum 1860. Litografi herefter samme år. Træsnit af Carl Hammer 1884. Som model brugte Joakim Skovgaard Trier bl.a. i Viborg Domkirke 1890-91 (til manden i Peninna spotter Hannah), Viggo Pedersen til Isak (Grundtvigs Højskole ved Frederiksborg), Niels Skovgaard til apostelen Peter på altertavlen i Immanuelskirken på Frederiksberg og Troels Trier til faderen i Den forlorne Søns Hjemkomst.